# عبد الله سار
عبد الله سار هو منافس ألعاب قوى سنغالي، ولد في 9 ديسمبر 1947.

## وصلات خارجية
- عبد الله سار على موقع الاتحاد الدولي لألعاب القوى (الإنجليزية)
- عبد الله سار على موقع أوليمبيديا (الإنجليزية)